# Eibach (Unternehmen)
Die Eibach Industries GmbH ist die Obergesellschaft der Eibach-Gruppe mit Sitz in Finnentrop im Sauerland. Das Tochterunternehmen Heinrich Eibach GmbH ist auf die Entwicklung und Produktion von Federungs- und Fahrwerkssystemen für die Automobilindustrie spezialisiert und stellt darüber hinaus technische Spezialfedern für verschiedenste andere industrielle Anwendungen her. 

## Geschichte
Die Firma Eibach wurde 1951 von Heinrich Eibach, dem Vater beziehungsweise Großvater der heutigen Inhaber oder Geschäftsführer, in Rönkhausen gegründet. Der Firmengründer verstarb 1967, worauf sein Sohn Wilfried Eibach zusammen mit Walter Korte die Firmenleitung übernahm. Bis in die 1970er-Jahre wurden ausschließlich Federn für industrielle Anwendungen hergestellt. Erst mit dem Aufkommen der deutschen Tuning-Branche begann man Federn für Fahrzeuge zu entwickeln und herzustellen. So erfolgte 1975 die Gründung der Sparte Fahrwerkstechnik und 1981 die Gründung der Eibach Oberflächentechnik (EOT). Die Internationalisierung der Firma wurde durch Gründung der Tochtergesellschaften Eibach Springs, USA (1987), Eibach Japan (1994), Eibach UK (1996) und Eibach South East Asia, Australien (1997/8) weiter vorangetrieben.
2000 erfolgte eine Neustrukturierung der Eibach Gruppe unter der Holdingfirma Eibach AG. 2009 erwirtschaftete die Gruppe einen Umsatz von 60 Millionen Euro. In den Jahren 2013/14 wurde für eine zweistellige Millionensumme ein neues, 10.000 Quadratmeter großes Produktionswerk am Stammsitz in Finnentrop errichtet. 2016 stieg das Unternehmen zudem in den Ersatzteilmarkt ein.
Heute ist das Unternehmen einer der führenden Hersteller in seiner Branche. In Deutschland, USA und China unterhält Eibach Produktionswerke. Niederlassungen befinden sich in England, Japan, Australien und Südafrika, womit das Unternehmen auf fünf Kontinenten repräsentiert ist.
Mit seinen rund 500 Mitarbeitern werden Kunden in 80 Ländern beliefert. Das Unternehmen ist auch als Aussteller auf wichtigen Fachmessen, wie auf der IAA oder Marintec in Shanghai vertreten.

## Produkte
Die Heinrich Eibach GmbH ist in vier Produktbereichen tätig:
- Federn für industrielle Anwendungen
- Original Equipment Manufacturer (OEM) beziehungsweise Original Equipment Supplier (OES) für Federn und Dämpfer für die Automobilindustrie
- Fahrwerke, Fahrwerkssystem und -komponenten für den Rennsport
- Oberflächentechnik (Eibach Oberflächentechnik GmbH in Lüdenscheid)

Produkte von Heinrich Eibach werden von Teams in verschiedenen Rennserien wie der Formel 1, DTM, WRC, NASCAR, Indy-Car und WTCC eingesetzt. So war Eibach zeitweise Entwicklungspartner von Audi Sport für die DTM und rüstete sämtliche der eingesetzten Audi A4 mit Rennsportfedern aus.
Eibach ist ein Weltmarktführer bei besonders hochwertigen Fahrzeugfedern, wie sie in Kleinseriensportwagen zum Beispiel von Bugatti, Lamborghini oder Lotus eingesetzt werden. Darüber hinaus werden fast alle Formel-1-Teams mit Federn beliefert. Federn von Eibach werden aber auch in Spielzeuggeräten verbaut oder in Atomkraftwerken; auch bei der Erdbebenabsicherung unter Wohnhäusern finden sie Verwendung.